# Loxioda ectherma
Loxioda ectherma är en fjärilsart som beskrevs av George Francis Hampson 1926. Loxioda ectherma ingår i släktet Loxioda och familjen nattflyn. Inga underarter finns listade i Catalogue of Life.